# Liste der Baudenkmäler in Rottenburg an der Laaber
Auf dieser Seite sind die Baudenkmäler in der niederbayerischen Stadt Rottenburg an der Laaber zusammengestellt. Diese Tabelle ist eine Teilliste der Liste der Baudenkmäler in Bayern. Grundlage ist die Bayerische Denkmalliste, die auf Basis des Bayerischen Denkmalschutzgesetzes vom 1. Oktober 1973 erstmals erstellt wurde und seither durch das Bayerische Landesamt für Denkmalpflege geführt wird. Die folgenden Angaben ersetzen nicht die rechtsverbindliche Auskunft der Denkmalschutzbehörde.

## Baudenkmäler nach Ortsteilen

### Rottenburg
| Lage                                                      | Objekt                                    | Beschreibung | Akten-Nr.     | Bild                                      |
| --------------------------------------------------------- | ----------------------------------------- | --- | ------------- | ----------------------------------------- |
| Friedhofstraße 20 (Standort)                              | Berg-Friedhof                             | Leichenhaus, Seelenkapelle, massiver eingeschossiger Walmdachbau mit Spitzbogenarkaden und rundem Dachreitertürmchen mit Zwiebelkuppel, 1900/1920; Familiengrabstätte Stapfer in Form einer Tuffsteingrotte, nach 1893; Grabstein für Ritter Max von Müller, gefallen 1918. | D-2-74-176-1  | weitere Bilder                            |
| Am E-Werk 1 (Standort)                                    | Ehemaliges Elektrizitätswerk              | Blankziegelbau mit Satteldach, Pfeiler- und Lisenengliederung, Fassade mit historisierenden Stilelementen und Giebelbekrönung, 1905. | D-2-74-176-2  | Ehemaliges Elektrizitätswerk              |
| Kirchstraße 5 (Standort)                                  | Katholische Pfarrkirche St. Georg         | Staffelhalle mit eingezogenem Chor, neugotischer Blankziegelbau, von Leonhard Schmidtner 1868/69, Gliederung durch Strebepfeiler, Sockel und Dachfries am Chor, nördlich Chorflankenturm mit Geschossgliederung und Spitzhelm; mit Ausstattung.                             | D-2-74-176-3  | weitere Bilder                            |
| Gottesackerweg (am Aufgang zum Friedhof) (Standort)       | Kriegerdenkmal                            | Denkmal für die Gefallenen des Krieges 1870/71, Obelisk aus Granit. | D-2-74-176-4  | Kriegerdenkmal                            |
| Parkstraße (im Stadtpark) (Standort)                      | Kriegerdenkmal des Turnvereins            | Steinsockel mit Aufsatz, Inschrift und Bekrönung, um 1925. | D-2-74-176-6  | Kriegerdenkmal des Turnvereins            |
| Marktstraße 1 (Standort)                                  | Wohn- und Geschäftshaus                   | zweigeschossiger Satteldachbau über Sockelgeschoss, mit Treppengiebel, Zwerchhaus und Maßwerkgliederung, in historisierenden Formen, um 1880. | D-2-74-176-7  | Wohn- und Geschäftshaus                   |
| Marktstraße 3 (Standort)                                  | Wohnhaus                                  | zweigeschossiger giebelständiger Satteldachbau mit neugotischem Treppengiebel, letztes Viertel 19. Jahrhundert. | D-2-74-176-9  | Wohnhaus                                  |
| Marktstraße 13 (Standort)                                 | Gasthaus                                  | zweigeschossiger Walmdachbau über hohem Kellergeschoss, im Kern 16. Jahrhundert, Ausbau erste Hälfte 19. Jahrhundert. | D-2-74-176-10 | Gasthaus                                  |
| Marktstraße 14 (Standort)                                 | Apotheke                                  | zweigeschossiger giebelständiger Satteldachbau, wohl im 17. Jahrhundert als Bräuhaus erbaut, 1830 als Apotheke eingerichtet. | D-2-74-176-11 | Apotheke                                  |
| Marktstraße 19 (Standort)                                 | Brauereigasthof                           | Hauptgebäude der Dreiflügelanlage, zwei- bis dreigeschossiger Satteldachbau mit Treppengiebel und neugotischer Friesgliederung, drittes Viertel 19. Jahrhundert. | D-2-74-176-12 | Brauereigasthof                           |
| Marktstraße 20 (Standort)                                 | Ehemaliges Rathaus                        | zweigeschossiger giebelständiger Satteldachbau mit Treppengiebel, Fassadengliederung mit neugotischen Stilelementen, 1885. | D-2-74-176-13 | weitere Bilder                            |
| Marktstraße 26, 28 a (Standort)                           | Brauereigasthof Huber mit Nebengebäude    | zweigeschossiger Satteldachbau mit Bodenerker und doppelgeschossigen Hofarkaden, Renaissanceanlage wohl des 16. Jahrhunderts; Nebengebäude, ehemaliger Stall, Satteldachbau, im Kern 18. Jahrhundert.                                                                       | D-2-74-176-14 | Brauereigasthof Huber mit Nebengebäude    |
| Max-von-Müller-Straße 9 (Standort)                        | Wohnhaus mit Einfriedung                  | zweigeschossiger traufständiger Satteldachbau mit spätklassizistischer Fassadengliederung, drittes Viertel 19. Jahrhundert; Einfriedung des Vorgartens mit schmiedeeisernem Zaun, wohl gleichzeitig.                                                                        | D-2-74-176-15 | Wohnhaus mit Einfriedung                  |
| Max-von-Müller-Straße 33 (Standort)                       | Bahnhofsgebäude                           | zweigeschossiger Klinkerbau mit Krüppelwalmdach und stehenden Dachgauben, 1901. | D-2-74-176-16 | Bahnhofsgebäude                           |
| Kapellenplatz (nahe der Max-von-Müller-Straße) (Standort) | Wegkapelle                                | massiver Satteldachbau, mit einfachem Ziergiebel und Figurennische, im Kern um 1700, 1922 als Kriegergedächtniskapelle eingerichtet; mit Ausstattung. | D-2-74-176-17 | Wegkapelle                                |
| Neufahrner Straße 24 (Standort)                           | Ehemaliges Gerberhaus                     | zweigeschossiger Blockbau mit Steilsatteldach und Giebelschrot, seitlich Laube, zweite Hälfte 17. Jahrhundert. | D-2-74-176-18 | Ehemaliges Gerberhaus                     |
| Pfarrstraße 2 (Standort)                                  | Ehemaliges Gerichtsgebäude                | schmaler dreigeschossiger Satteldachbau über hohem Kellergeschoss, wohl 17. Jahrhundert. | D-2-74-176-19 | Ehemaliges Gerichtsgebäude                |
| Pfarrstraße 4 (Standort)                                  | Kleinhaus                                 | eingeschossiger Satteldachbau mit Greddach, 19. Jahrhundert. | D-2-74-176-20 | Kleinhaus                                 |
| Pfarrstraße 5 (Standort)                                  | Ehemaliges Handwerkerhaus mit Rückgebäude | zweigeschossiger, verputzter Blockbau mit Satteldach und verbrettertem Giebel, 1682 (dendrochronologisch datiert); Rückgebäude mit Fassbinderwerkstatt, 19. Jahrhundert. | D-2-74-176-21 | Ehemaliges Handwerkerhaus mit Rückgebäude |

### Gisseltshausen
| Lage                                          | Objekt                      | Beschreibung | Akten-Nr.     | Bild           |
| --------------------------------------------- | --------------------------- | --- | ------------- | -------------- |
| Kirchweg 2 (Standort)                         | Kirche St. Ulrich mit Mauer | Saalkirche, Langhaus im Kern spätromanisch, Chor in der zweiten Hälfte des 15. Jahrhunderts errichtet, barocker Ausbau in der ersten Hälfte 18. Jahrhundert, Turmobergeschoss 19. Jahrhundert, Gliederung durch Dreieckstreben und Friesband am Chor, nördlich Chorflankenturm mit Geschossgliederung, Blendbögen, Achteckaufsatz und Spitzhelm; mit Ausstattung; Friedhofsummauerung, 18. Jahrhundert. | D-2-74-176-24 | weitere Bilder |
| Max-von-Müller-Straße (bei Nr. 74) (Standort) | Ehemaliger Pestfriedhof     | Anlage des 17. Jahrhunderts; mit Ummauerung, Ziegelstein, gleichzeitig; östlich oberhalb des Ortes. Begräbnisort der vielen Pesttoten aus den Pestzeiten um 1350; 1500; 1632; 1640. Mehrere schmiedeeiserne Kreuze. | D-2-74-176-26 | weitere Bilder |
| Max-von-Müller-Straße 78 (Standort)           | Wasserschloss               | barocker zweigeschossiger Bau mit Mansard-Halbwalmdach, von 1729, zum Teil von Weiheranlage umgeben. | D-2-74-176-25 | weitere Bilder |

### Högldorf
| Lage                   | Objekt                              | Beschreibung | Akten-Nr.     | Bild                                |
| ---------------------- | ----------------------------------- | --- | ------------- | ----------------------------------- |
| Haus Nr. 33 (Standort) | Filialkirche St. Martin mit Kapelle | Saalkirche mit eingezogenem Chor, spätgotische Anlage von 1489, barockisiert um 1720, Gliederung durch Dreiecklisenen am Chor und Putzbänderung, nördlich Chorflankenturm mit Geschossgliederung, barockem achtseitigem Oberbau und Zwiebelkuppel; mit Ausstattung; Friedhofskapelle, massives Gebäude mit Steildach und Putzgliederung, 18./19. Jahrhundert. | D-2-74-176-27 | Filialkirche St. Martin mit Kapelle |

### Inkofen
| Lage                    | Objekt                                              | Beschreibung | Akten-Nr.     | Bild           |
| ----------------------- | --------------------------------------------------- | --- | ------------- | -------------- |
| Haus Nr. 117 (Standort) | Katholische Pfarrkirche Mariä Reinigung mit Kapelle | Saalkirche, zweiten Hälfte 15. Jahrhundert, barocker Ausbau Mitte 17. Jahrhundert, Gliederung durch Dreiecklisenen und Dachfries am Chor, nördlich Chorflankenturm mit Geschossgliederung, Blendbögen und Spitzhelm; mit Ausstattung; im Friedhof Seelenkapelle, 19. Jahrhundert; mit Ausstattung. | D-2-74-176-28 | weitere Bilder |

### Kreuzthann
| Lage                     | Objekt                    | Beschreibung | Akten-Nr.     | Bild           |
| ------------------------ | ------------------------- | --- | ------------- | -------------- |
| In Kreuzthann (Standort) | Filialkirche Heilig Kreuz | Saalkirche mit eingezogenem Chor und Westturm, zweiten Hälfte 15. Jahrhundert, Turm 17./18. Jahrhundert, Gliederung am Chor durch Dreiecklisenen und Dachfries, Westturm mit abgesetztem Oberbau und Zwiebelkuppel; mit Ausstattung. | D-2-74-176-29 | weitere Bilder |

### Lurz
| Lage                        | Objekt         | Beschreibung                                                                                       | Akten-Nr.     | Bild           |
| --------------------------- | -------------- | -------------------------------------------------------------------------------------------------- | ------------- | -------------- |
| Nähe Haus Nr. 19 (Standort) | Lourdeskapelle | kleiner Backsteinbau mit Satteldach, neugotisch, drittes Viertel 19. Jahrhundert; mit Ausstattung. | D-2-74-176-30 | Lourdeskapelle |

### Marktstauden
| Lage                  | Objekt                                      | Beschreibung | Akten-Nr.     | Bild                                        |
| --------------------- | ------------------------------------------- | --- | ------------- | ------------------------------------------- |
| Haus Nr. 3 (Standort) | Wohnstallhaus eines Dreiseithofs mit Stadel | eingeschossiger getünchter Blockbau mit Steilsatteldach, Ende 17. Jahrhundert, und anschließendem Stallgebäude, Backstein, mit Satteldach, 18./19. Jahrhundert; Stadel, Satteldachbau in Blockbauweise, teilweise in Ziegel ausgemauert, 18./19. Jahrhundert; Nebengebäude, Stadel, Backsteinbau mit Satteldach, wohl 19. Jahrhundert. | D-2-74-176-31 | Wohnstallhaus eines Dreiseithofs mit Stadel |

### Münster
| Lage                   | Objekt                  | Beschreibung | Akten-Nr.     | Bild           |
| ---------------------- | ----------------------- | --- | ------------- | -------------- |
| Haus Nr. 36 (Standort) | Filialkirche St. Petrus | Saalkirche, Langhaus und Turmunterbau noch Ende 13. Jahrhundert, Chor und Turmaufbau um 1500, Erweiterung des Langhauses 1786, Äußeres wohl später verändert, Gliederung durch Streben am Chor, Lisenen und Putzbänderung, südlich Chorflankenturm mit Lisenengliederung, Achteckaufsatz und flacher Kuppelhaube; mit Ausstattung. | D-2-74-176-32 | weitere Bilder |

### Niedereulenbach
| Lage                     | Objekt                                 | Beschreibung | Akten-Nr.     | Bild                                   |
| ------------------------ | -------------------------------------- | --- | ------------- | -------------------------------------- |
| Dorfstraße 10 (Standort) | Filialkirche St. Petrus und St. Paulus | Saalkirche, Chor und Turmunterbau spätgotisch, wohl 15. Jahrhundert, Langhaus im Kern spätromanisch, um 1720 barockisiert, Gliederung durch Lisenen und Putzbänder, südlich Chorflankenturm mit abgesetztem Oberbau und Spitzhelm; mit Ausstattung. | D-2-74-176-33 | Filialkirche St. Petrus und St. Paulus |

### Niederhatzkofen
| Lage                                                        | Objekt                      | Beschreibung | Akten-Nr.     | Bild                     |
| ----------------------------------------------------------- | --------------------------- | --- | ------------- | ------------------------ |
| Sankt-Margareta-Gasse 1 (Standort)                          | Filialkirche St. Margaretha | Saalkirche, Bau der ersten Hälfte 18. Jahrhundert, Chor um 1500, barock angeglichen, Gliederung durch Lisenen und Putzbänder, südseitig Turm mit Achteckaufsatz und Spitzhelm; mit Ausstattung.                                                                        | D-2-74-176-34 | weitere Bilder           |
| Schloßstraße 1 (Standort)                                   | Ehemaliges Wasserschloss    | jetzt Krankenhaus, Vierflügelanlage, dreigeschossig, mit Walmdächern, Nordflügel beiderseits ausspringend, um 1720/30, mit Hauskapelle; mit Ausstattung; Pavillon, offene Holzkonstruktion mit Kuppeldach, wohl um 1900; Reste des Wassergrabens als Weiher vorhanden. | D-2-74-176-35 | weitere Bilder           |
| Graf-Preysing-Straße/Einmündung Schloßstraße (Standort)     | Obelisk                     | Denkmal für Freiherr von Kreittmayr, 1815. | D-2-74-176-36 | weitere Bilder           |
| Nähe Graf-Preysing-Straße, Rottenburger Straße 4 (Standort) | Ehemalige Schlossscheune    | Klassizistischer langer Pfeilerbau mit Walmdach und drei giebelbesetzten Toren, bezeichnet 1816, im Kern barock. | D-2-74-176-38 | Ehemalige Schlossscheune |
| Badfeld, 400 m westlich des Schlosses (Standort)            | Feldscheune                 | großer klassizistischer Pfeilerbau mit flachem Walmdach und giebelbesetztem Tor, nach 1839. | D-2-74-176-39 | Feldscheune              |

### Niederroning
| Lage                   | Objekt                  | Beschreibung | Akten-Nr.     | Bild                    |
| ---------------------- | ----------------------- | --- | ------------- | ----------------------- |
| Haus Nr. 12 (Standort) | Filialkirche St. Ursula | kleine Saalkirche, geschlämmter Backsteinbau von 1517, Gliederung durch Dreieckstreben am Chor und Dachfries, über Chorschluss barocker Dachreiter mit Achteckaufsatz und Zwiebelkuppel; mit Ausstattung. | D-2-74-176-40 | Filialkirche St. Ursula |

### Oberhatzkofen
| Lage                  | Objekt                                    | Beschreibung | Akten-Nr.     | Bild           |
| --------------------- | ----------------------------------------- | --- | ------------- | -------------- |
| Schulweg 3 (Standort) | Katholische Pfarrkirche Mariä Himmelfahrt | Saalkirche mit eingezogenem Chor, barocke Anlage, 1743 von Johann Georg Hirschstötter errichtet, nordseitig einbezogener Chorturm einer Vorgängerkirche aus dem Ende des 13. Jahrhunderts, Turmaufsatz barock, Spitzhelm 1880, mit Putzgliederung; mit Ausstattung. | D-2-74-176-41 | weitere Bilder |

### Oberotterbach
| Lage                          | Objekt                        | Beschreibung | Akten-Nr.     | Bild           |
| ----------------------------- | ----------------------------- | --- | ------------- | -------------- |
| Leonhardistraße 12 (Standort) | Wallfahrtskirche St. Leonhard | Saalkirche mit eingezogenem Chor und Westturm, barocke Anlage, Mitte 18. Jahrhundert von Johann Georg Hirschstötter errichtet, Turm 13. und 15. Jahrhundert, einheitliche Gliederung durch Lisenen, Turm mit Geschossgliederung, Spitzbogenblenden und Spitzhelm; mit Ausstattung. | D-2-74-176-42 | weitere Bilder |

### Oberroning
| Lage                                  | Objekt                                      | Beschreibung | Akten-Nr.     | Bild                     |
| ------------------------------------- | ------------------------------------------- | --- | ------------- | ------------------------ |
| Kirchplatz 2 (Standort)               | Kirche Mariä Himmelfahrt                    | Saalkirche, nach Westen gerichtet, barocke Anlage von 1732, erweitert 1888, Turmuntergeschoss Ende 13. Jahrhundert, mit Lisenen- und Putzgliederung, östlich vorgesetzter Turm mit abgesetztem Oberbau und Zwiebelkuppel; mit Ausstattung.                                                                        | D-2-74-176-43 | weitere Bilder           |
| Klosterweg 1 (Standort)               | Ehemaliges Expositurhaus                    | zweigeschossiger und verputzter Ziegelbau mit Walmdach, erbaut 1837. | D-2-74-176-44 | Ehemaliges Expositurhaus |
| Klosterweg 2, Kirchplatz 2 (Standort) | Ehm. Kloster der Salesianerinnen mit Schule | umfangreicher Gebäudekomplex mit viergeschossigen Satteldachbauten um zwei Innenhöfe und als Längstrakte nach Osten, erbaut 1839–45, erweitert 1862–64, um Internatsanbau erweitert 1862–64, Aufstockung 1893, nochmalige Erweiterung mit prägendem Umbau in Jugendstilformen 1907; Einfriedung, verputzte Mauer. | D-2-74-176-45 | weitere Bilder           |

### Obervorholzen
| Lage                                                | Objekt     | Beschreibung                                                  | Akten-Nr.     | Bild       |
| --------------------------------------------------- | ---------- | ------------------------------------------------------------- | ------------- | ---------- |
| Nähe Obervorholzen, gegenüber Haus Nr. 2 (Standort) | Hofkapelle | kleiner massiver Satteldachbau, erbaut 1852; mit Ausstattung. | D-2-74-176-46 | Hofkapelle |

### Pattendorf
| Lage                                   | Objekt                    | Beschreibung | Akten-Nr.     | Bild                      |
| -------------------------------------- | ------------------------- | --- | ------------- | ------------------------- |
| Bergstraße 22 (Standort)               | Filialkirche St. Walburga | Saalkirche mit Westturm, Langhaus zweiten Hälfte 13. Jahrhundert, Chor Ende 15. Jahrhundert, barocker Ausbau Mitte 18. Jahrhundert, durch Johann Georg Hirschstötter, Gliederung durch Dreiecklisenen am Chor und Putzbänderung, Westturm mit abgesetztem Oberbau und Zwiebelkuppel; mit Ausstattung. | D-2-74-176-47 | Filialkirche St. Walburga |
| Ritter-Hans-Ebron-Straße 15 (Standort) | Spitalkirche St. Joseph   | Saalkirche mit Westturm, neuromanischer Bau von 1886, mit Putzgliederungen, Westturm mit Geschossgliederung und Spitzhelm; mit Ausstattung. Die Chorfresken der 4 Evangelisten sind aus 1947 und von dem Kunstmaler Josef Wittmann Maler des Neubarock gemalt. Die Entwürfe zu diesen Fresken befinden sich mit dem Nachlass an Entwürfen zur kirchlichen Malerei von Josef Wittmann im Diözesanmuseum Regensburg. | D-2-74-176-48 | Spitalkirche St. Joseph   |
| Ritter-Hans-Ebron-Straße 24 (Standort) | Gasthof Neumayer          | zweigeschossiger Satteldachbau mit Kniestock, neugotischem Ziergiebel, Ecklisenen, Putz- und Geschossgliederung, bezeichnet 1852. | D-2-74-176-50 | Gasthof Neumayer          |
| Weiherweg 2 (Standort)                 | Wohngebäude               | ehemalige Leersölde, eingeschossiger Putzbau mit Greddach, erste Hälfte 19. Jahrhundert. | D-2-74-176-51 | Wohngebäude               |

### Rahstorf
| Lage                   | Objekt     | Beschreibung | Akten-Nr.     | Bild       |
| ---------------------- | ---------- | --- | ------------- | ---------- |
| Rahstorf 15 (Standort) | Bauernhaus | zweigeschossiges Gebäude mit Walmdach. Verputzter Blockbau-Obergeschoss mit Schrot. Im Kern aus der zweiten Hälfte 17. Jahrhunderts. | D-2-74-176-52 | Bauernhaus |

### Ramersdorf
| Lage                     | Objekt                   | Beschreibung | Akten-Nr.     | Bild           |
| ------------------------ | ------------------------ | --- | ------------- | -------------- |
| In Ramersdorf (Standort) | Filialkirche St. Michael | kleiner Saalbau des 14. Jahrhunderts, im 18. Jahrhundert barockisiert, schlichter ungegliederter Bau, westlich Dachreiter mit Zwiebelkuppel; mit Ausstattung. | D-2-74-176-53 | weitere Bilder |

### Ried
| Lage                  | Objekt                                                              | Beschreibung | Akten-Nr.     | Bild           |
| --------------------- | ------------------------------------------------------------------- | --- | ------------- | -------------- |
| Haus Nr. 1 (Standort) | Wohnhaus eines ehemaligen Dreiseithofs mit Nebengebäude und Kapelle | zweigeschossiger Satteldachbau, mit Ecklisenen und Putzgliederung, um 1865; Nebengebäude, Austragshaus, massiver eingeschossiger Satteldachbau, wohl gleichzeitig; Hofkapelle, massiver Satteldachbau, Dachreiter mit Spitzhelm, mit Putzgliederungen, neugotisch, 1864; mit Ausstattung. | D-2-74-176-54 | weitere Bilder |

### Schaltdorf
| Lage                   | Objekt                    | Beschreibung | Akten-Nr.     | Bild           |
| ---------------------- | ------------------------- | --- | ------------- | -------------- |
| Haus Nr. 45 (Standort) | Filialkirche St. Nikolaus | Saalkirche mit eingezogenem Chor und Westturm, erbaut Mitte 18. Jahrhundert von Johann Georg Hirschstötter, mit Lisenen- und Putzgliederung, Westturm mit abgesetztem Oberbau und Zwiebelkuppel; mit Ausstattung. | D-2-74-176-56 | weitere Bilder |

### Seidersbuch
| Lage                                                | Objekt    | Beschreibung                                                                             | Akten-Nr.     | Bild      |
| --------------------------------------------------- | --------- | ---------------------------------------------------------------------------------------- | ------------- | --------- |
| Nähe Wiedenberg, südlich der beiden Höfe (Standort) | Bildstock | kleiner massiver Aufbau mit Satteldach und Bildnische, 19. Jahrhundert; mit Ausstattung. | D-2-74-176-57 | Bildstock |

### Stein
| Lage                  | Objekt                               | Beschreibung | Akten-Nr.     | Bild                                 |
| --------------------- | ------------------------------------ | --- | ------------- | ------------------------------------ |
| Haus Nr. 6 (Standort) | Filialkirche St. Johannes der Täufer | Saalkirche, Anlage des 15. Jahrhunderts, Langhaus im Kern romanisch, schlichter Bau mit umlaufendem Sockel, am Chor untergliedert durch Dreiecklisenen und Kaffsims, über Ostmauer schlanker Dachreiter mit Schindelverkleidung und schindelgedeckter Zwiebelkuppel; mit Ausstattung. | D-2-74-176-58 | Filialkirche St. Johannes der Täufer |

### Thomaszell
| Lage                  | Objekt                  | Beschreibung | Akten-Nr.     | Bild           |
| --------------------- | ----------------------- | --- | ------------- | -------------- |
| Haus Nr. 7 (Standort) | Filialkirche St. Thomas | Saalkirche mit eingezogenem Chor und Westturm, barocke Anlage des 18. Jahrhunderts, mit Lisenen- und Putzgliederung, Turmoberbau mit gerundeten Ecken und Zwiebelkuppel; mit Ausstattung. | D-2-74-176-60 | weitere Bilder |

### Unterbuch
| Lage                  | Objekt                   | Beschreibung | Akten-Nr.     | Bild                     |
| --------------------- | ------------------------ | --- | ------------- | ------------------------ |
| Haus Nr. 6 (Standort) | Filialkirche St. Stephan | Saalkirche mit eingezogenem Chor, Anlage des 15. Jahrhunderts, im 18. Jahrhundert verändert, Turm ebenfalls 18. Jahrhundert, schlichter, weitgehend ungegliederter Bau mit Dreieckstreben am Chor, südlich Chorflankenturm mit Achteckaufsatz und Spitzhelm; mit Ausstattung. | D-2-74-176-61 | Filialkirche St. Stephan |

### Unterlauterbach
| Lage                              | Objekt                           | Beschreibung | Akten-Nr.     | Bild                             |
| --------------------------------- | -------------------------------- | --- | ------------- | -------------------------------- |
| Am Kirchberg 2 (Standort)         | Filialkirche St. Peter und Paul  | Saalkirche mit eingezogenem Chor, Anlage des 15. Jahrhunderts, Mitte 18. Jahrhundert barockisiert, Gliederung durch Dreiecklisenen und Dachfries am Chor, nördlich Chorflankenturm mit Geschossgliederung, Blendbögen und Spitzhelm; mit Ausstattung. | D-2-74-176-62 | weitere Bilder                   |
| Siegenburger Straße 29 (Standort) | Wohnstallhaus eines Vierseithofs | erdgeschossiger getünchter Blockbau mit Greddach und Zwerchgiebel, Ende 18./Anfang 19. Jahrhundert. | D-2-74-176-64 | Wohnstallhaus eines Vierseithofs |

### Unterotterbach
| Lage                  | Objekt                              | Beschreibung | Akten-Nr.     | Bild           |
| --------------------- | ----------------------------------- | --- | ------------- | -------------- |
| Haus Nr. 9 (Standort) | Filialkirche St. Jakobus der Ältere | Saalkirche mit eingezogenem Chor, spätgotische Anlage, Ende 15. Jahrhundert, Langhaus später verändert, Gliederung durch Dreiecklisenen, Sockel- und Friesband am Chor, über Ostmauer schlanker schindelverkleideter Dachreiter mit kleiner schindelgedeckter Zwiebelkuppel; mit Ausstattung. | D-2-74-176-67 | weitere Bilder |

## Ehemalige Baudenkmäler
In diesem Abschnitt sind Objekte aufgeführt, die früher einmal in der Denkmalliste eingetragen waren, jetzt aber nicht mehr. Objekte, die in anderem Zusammenhang also z. B. als Teil eines Baudenkmals weiter eingetragen sind, sollen hier nicht aufgeführt werden. Aktennummern in diesem Abschnitt sind ehemalige, jetzt nicht mehr gültige Aktennummern.

| Lage                                              | Objekt                          | Beschreibung | Akten-Nr.     | Bild                     |
| ------------------------------------------------- | ------------------------------- | --- | ------------- | ------------------------ |
| Rottenburg Krumbacher Straße 26 (Standort)        | Bauernhaus                      | erdgeschossiger Wohnstallbau mit Giebel in Blockbauweise.                                                                       | D-2-74-176-5  | Bauernhaus               |
| Rottenburg Marktstraße 2 (Standort)               | Inschrifttafel                  | bezeichnet 1783 und Wirtshausausleger, erste Hälfte 18. Jahrhundert; am Gasthof.                                                | D-2-74-176-8  | BW                       |
| Rottenburg Pfarrstraße 8 (Standort)               | Kleinhaus                       | eingeschossiger Satteldachbau mit Greddach, 1671 (dendrochronologisch datiert).                                                 | D-2-74-176-22 | Kleinhaus                |
| Ried vor Haus Nr. 1 (Standort)                    | Hofkapelle St. Sebastian        | neugotisch, 1864; mit Ausstattung. Ausspringender, quadratischer Dachreiter über dem südlichen Giebel mit Spitzhelm und Glocke. | D-2-74-176-55 | Hofkapelle St. Sebastian |
| Unterlauterbach Siegenburger Straße 15 (Standort) | Greddachhaus eines Dreiseithofs | erdgeschossiger verputzter Blockbau, im Kern 18. Jahrhundert.                                                                   | D-2-74-176-66 | BW                       |
| Unterlauterbach Siegenburger Straße 21 (Standort) | Bauernhaus                      | Putzbau mit Gurtgesims und Satteldach, um 1840.                                                                                 | D-2-74-176-65 | BW                       |
| Unterlauterbach Siegenburger Straße 33 (Standort) | Bauernhaus                      | erdgeschossiger Greddachbau, zweites Viertel 19. Jahrhundert.                                                                   | D-2-74-176-63 | BW                       |